# Semicassis
Semicassis là một chi ốc biển săn mồi cỡ trung bình, là động vật thân mềm chân bụng sống ở biển thuộc phân họ Cassinae thuộc họ Cassidae, họ ốc kim khôi.

## Các loài
Theo Cơ sở dữ liệu sinh vật biển (WoRMS), các loài sau với danh pháp hợp lệ được xếp vào chi Semicassis:
- Semicassis cicatricosa (Gmelin, 1791)
- Semicassis granulata (Born, 1778) - đồng nghĩa: Phalium granulatum (Born, 1778)
- Semicassis inornatum (Pilsbry, 1895)
- Semicassis saburon (Bruguière, 1792)
- Semicassis thachi Kreipl, Alf & Eggeling, 2006

The following species are also mentioned by A. Powell:
- Semicassis labiata (Perry, 1811)
- Semicassis pyrum (Lamarck, 1822)
- Semicassis royana (Iredale, 1914)
- Semicassis sophia (Brazier, 1872)
- Semicassis thomsoni (Brazier, 1875)
- Semicassis undulata (Gmelin, 1791)

## Hình ảnh

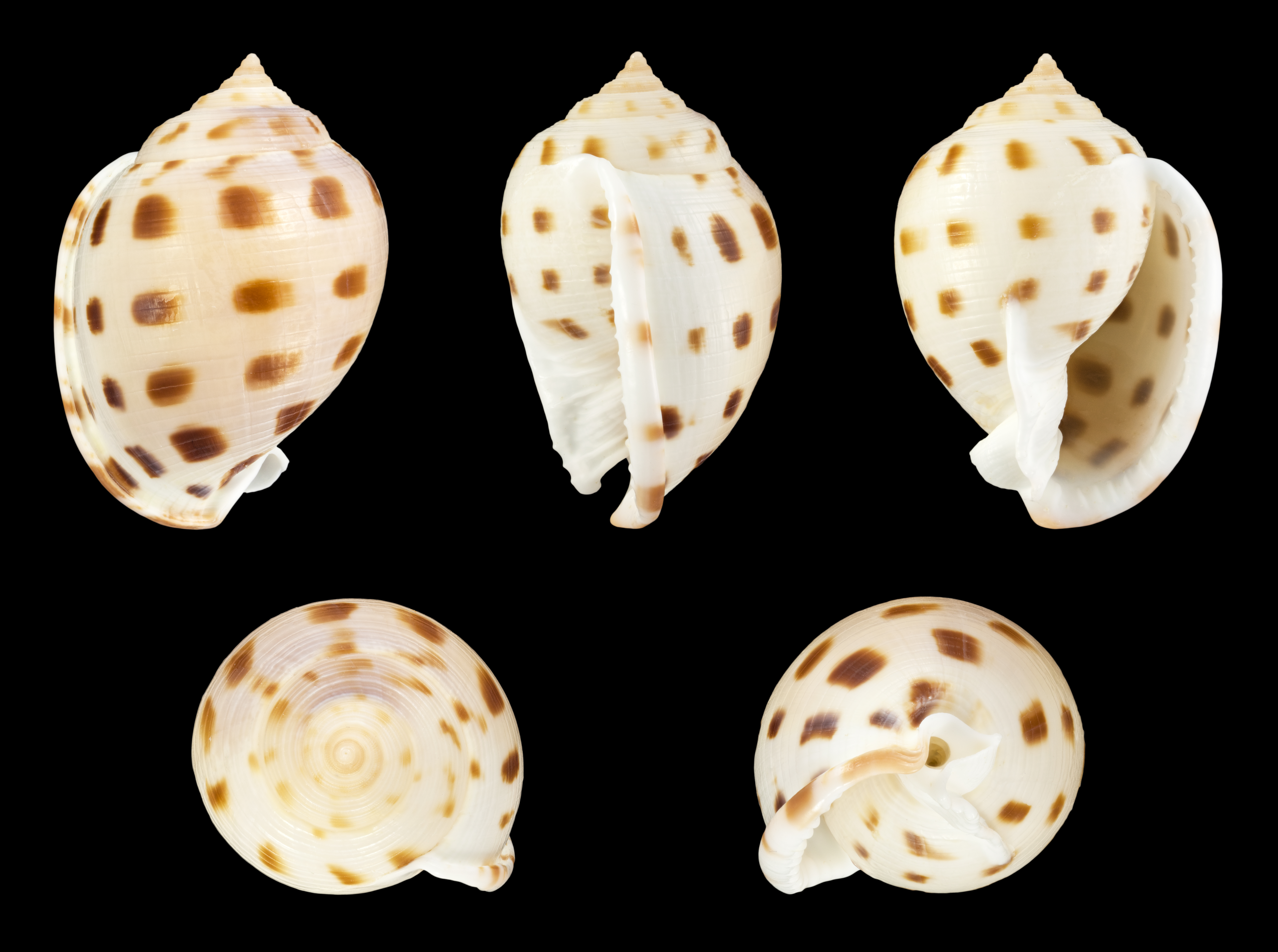